# Mormyrus caschive
Mormyrus caschive es una especie de pez elefante eléctrico perteneciente al género Mormyrus en la familia Mormyridae presente en varias cuencas hidrográficas de África, entre ellas los lagos Edward, George, Nasser, Rift y Alberto, y los ríos Aswa, Nilo, Nilo Blanco y Baro, entre otros. Es nativa de Egipto, Etiopía, Sudán y Uganda; y puede alcanzar un tamaño aproximado de 100,0 cm.

## Estado de conservación
Respecto al estado de conservación, se puede indicar que de acuerdo a la IUCN, esta especie puede catalogarse en la categoría «Preocupación menor (LC)».